# Lîsîce, Verhnii Rohaciîk
Lîsîce (în ucraineană Лисиче) este un sat în comuna Samiilivka din raionul Verhnii Rohaciîk, regiunea Herson, Ucraina.

## Demografie
Componența lingvistică a localității Lîsîce
     Ucraineană (98,51%)
     Rusă (1,49%)
Conform recensământului din 2001, majoritatea populației localității Lîsîce era vorbitoare de ucraineană (98,51%), existând în minoritate și vorbitori de rusă (1,49%).